# 히피 히피 셰이크
《히피 히피 셰이크》(Hippie Hippie Shake)는 아직 개봉되지 않았으며 워킹 타이틀(Working Title Films)이 제작을 맡은 영국 드라마 영화다. 영화는 호주 풍자 매거진 오즈(Oz)의 편집자인 리차드 네빌의 회상록과 그의 여자친구인 루이스 페리어와의 기록을 기반으로 하고 있다. 1960년대 반체제 문화에서 런던판 오즈를 진행시키려 하며, 외설적인 소재로 분류되어 시련을 겪는다. 히피 히피 셰이크는 킬리언 머피를 리차드 네빌로, 시에나 밀러를 루이스로 캐스팅했다.
영국 영화 제작사인 워킹 타이틀은 1998년에 히피 히피 셰이크를 제작하기 시작했으나, 감독과 시나리오 작가가 바뀌면서 영화가 여러차례 지연되었다. 2007년 9월, 영화는 마침내 주요장면 촬영을 시작한다. 2012년 2월까지, 영화는 "아직 미개봉" 상태로 남아있다.

## 출연진
킬리언 머피 리차드 네빌 역[2]
시에나 밀러 네빌의 여자친구 루이스 페리어 역

## 사전제작 지연
1998년 10월, 영국 영화 제작사 워킹 타이틀은 오즈 매거진의 편집자 리차드 네빌의 기억에 기초한 히피 히피 셰이크의 필름을 제작하겠다고 발표했다.[5]
제작은 기대처럼 시작하지 않았다. 워킹 타이틀은 2002년 2월 세자르 카푸르 감독과 톰 버터워스필드가 만든 대본을 기초로 개발을 재시작했다.[6] 다시, 제작은 지연되었다.
2007년 5월, 워킹 타이틀은 이번엔 비번 키드론 감독과 시나리오 작가 리 홀과 함께 히피 히피 셰이크의 제작을 세 번째로 발표했다. 배급은 2007년 가을 제작을 시작하기로 예상하면서 유니버설 픽쳐스가 맡았다.[2]

## 개봉지연
2008년 8월, 밀러의 사생활을 둘러싼 논쟁이 불거져 영화의 개봉을 지연했다.
2009년 6월, "다르게 만드는 것"이 비번 키드론과 그녀의 남편인 시나리오 작가 리 홀을 후반제작으로 이어갔다.[9] 더 타임즈에 의하면 키드론은 "난 이 영화를 내가 할 수 있는 만큼 오래, 힘들게 작업했으며 이제 그만해야 할 것 같다. 굉장히 거친 작업이었다."2010년 2월 개봉으로 예정이 되어 있었으나, 실현되지 않았다.

## 참조
1. ↑  Garry Maddox and Steve Meacham, "Hippies tossed aside in corporate decision", The Sydney Morning Herald, February 14, 2011, retrieved 21 October 2012
2. ↑  Nicholl, Katie (2008년 8월 10일). “Sienna's latest film postponed after Hippie Hippie Shake-up in her lovelife”. London: Daily Mail. 2009년 10월 8일에 확인함.
3. 1 2  Sherwin, Adam (2009년 7월 21일). “Hippie Hippie break-up as director walks”. London: The Times. 2011년 6월 15일에 원본 문서에서 보존된 문서. 2009년 10월 8일에 확인함. Working Title insists that the film won’t go straight to DVD, with a smallish 100-print release scheduled for next February.